# Alberto de Jesús Benítez
Alberto de Jesús Benítez Flores (Gobernador Crespo, 22 gennaio 1951 – Buenos Aires, 20 settembre 2016) è stato un calciatore argentino, di ruolo attaccante.
Soprannominato "El Tigre", è considerato una bandiera della squadra di calcio colombiana Deportivo Cali, di cui è il secondo nella storia per numero di goal segnati.

## Caratteristiche tecniche
Di corporatura magra e buona altezza, rapido nella corsa, soprattutto sulle fasce laterali, e molto abile nel gioco aereo; era veloce e preciso nei tiri di testa e dotato di un tiro di buona potenza. In particolare, era pratico nell'accentrarsi palla al piede verso l'area avversaria e sfruttava la sua altezza anche negli assist di testa.

## Carriera
Originario della provincia di Santa Fe, inizia la carriera professionistica nel triennio 1971-1973 nel Banfield disputando, nel ruolo di ala, due campionati di seconda serie argentina e uno in prima serie, la Primera Division; colleziona complessivamente per El Taladro 40 goal in 136 gare disputate, di cui 15 marcature in 32 presenze nel 1972 in massima divisione nazionale.
Nel 1975 il club colombiano Deportivo Cali lo acquista dal Banfield per l'equivalente di circa 5000 dollari. Debutta in maglia verdiblanco il 31 agosto 1975, nel derby con l'America di Cali in cui mette a segno il suo primo goal per la nuova squadra, il secondo per il Deportivo che poi vince la partita 3-1. Dal 1976 al 1980 è la punta sinistra nel tridente d'attacco azucareros assieme a Néstor Scotta e Ángel Torres, rispettivamente attaccanti centrale e destro; una linea offensiva molto ricordata negli anni successivi. Nella stagione 1976, iniziata per il Deportivo in modo difficile per la morte dell'allenatore Washington Etchamendi, realizza 28 marcature, con la squadra giunta infine al secondo posto. Il 23 marzo 1977 sigla il goal più veloce nella storia bianco-verde, portando in vantaggio la propria formazione in casa del Caldas a 10 secondi dal fischio d'inizio (la formazione caleña vince poi l'incontro 2-0, suo anche il secondo goal). Con i bianco-verdi raggiunge inoltre, sotto la guida tecnica di Carlos Bilardo, la finale di Coppa Libertadores 1978, persa con l’argentino Boca Juniors; è la prima partecipazione a una finale della stessa competizione per una formazione colombiana. Nella stagione successiva, con 34 reti siglate è il secondo nella classifica marcatori della massima serie. El Tigre è andato spesso a segno nei derby con l'America.
Con i suoi 136 goal siglati in sette anni nel Deportivo Cali è il secondo capocannoniere di tutti i tempi nella storia del club dopo Jorge Gallego, che ha realizzato 32 reti più di lui per la formazione colombiana. Con la squadra della Valle del Cauca ha partecipato a 4 edizioni di Coppa Libertadores (1977, 1978, 1979 e 1981) totalizzando 12 goal in 33 partite giocate.
Nel 1983 torna in patria, all'Estudiantes, in cui non è sempre titolare e ancora come punta sinistra va a segno 5 volte in 23 incontri, vincendo con i biancorossi la Primera Division nazionale. Dopo due anni nel Torneo Nacional, la seconda serie, nel 1986-1987 torna in Prima Divisione al Ferro Carril Oeste dove chiude la carriera con un goal in 20 gare disputate.
Considerando anche la militanza iniziale nel Banfield, in Argentina Benítez ha collezionato 75 presenze e 21 goal nella massima categoria e 149 presenze e 28 goal in seconda serie nazionale.
Muore la mattina del 20 settembre 2016 per le complicazioni causate dall'alzheimer, malattia di cui ha sofferto per sei anni.
Personaggio particolarmente caro alla tifoseria del Deportivo Cali, che lo ricorda come un calciatore generoso, semplice ed umile.

## Palmarès

### Competizioni nazionali
- Campionato argentino: 1

Estudiantes: 1983